# JATO/RATO

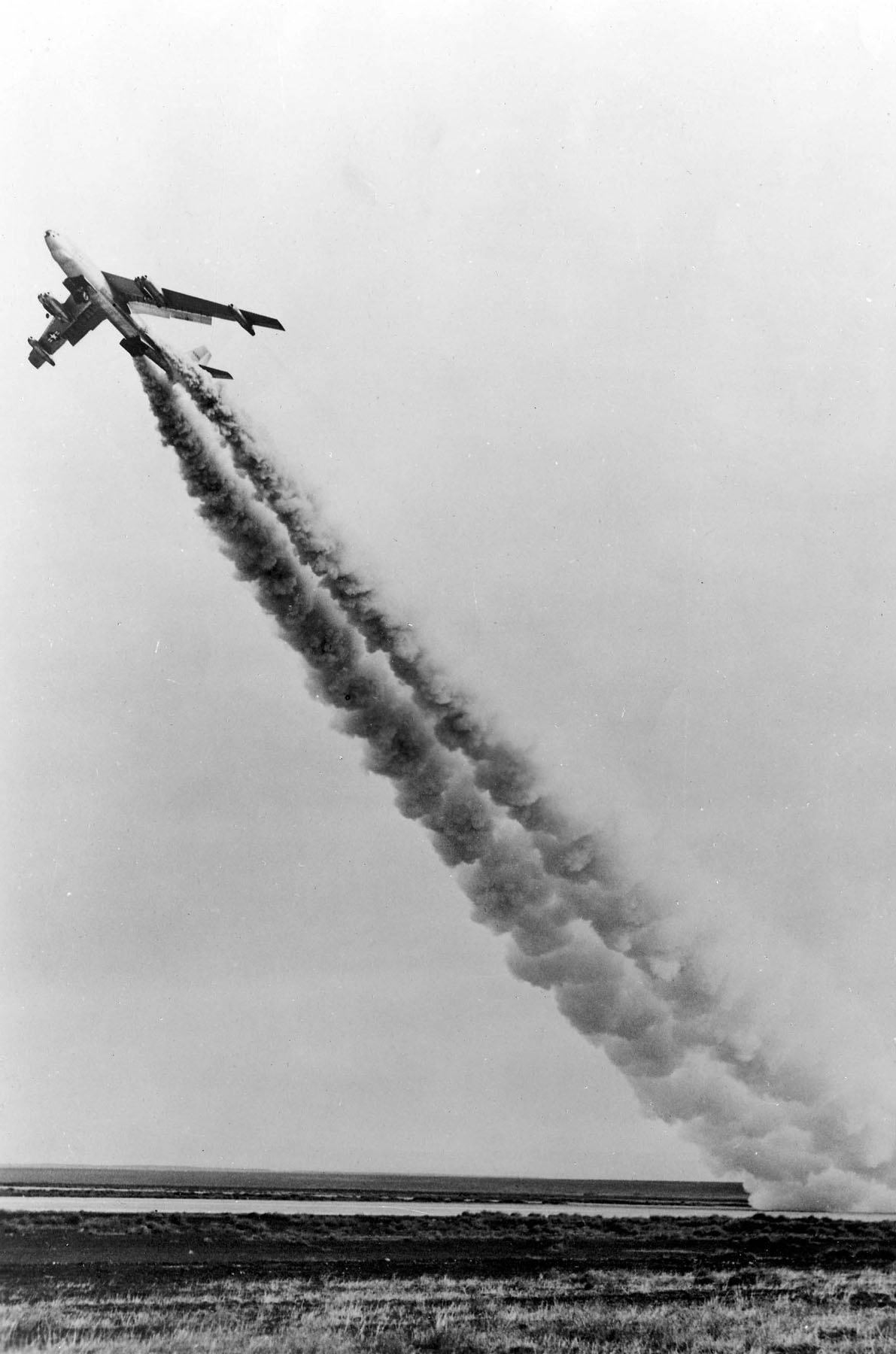
Boeing XB-47 estadounidense realizando un despegue asistido por cohetes.

JATO (acrónimo en inglés de Jet Assisted Take-Off, «despegue asistido por reactores»), y también puede aparecer como RATO (Rocket Assisted Take-Off, «despegue asistido por cohetes») es un sistema para proporcionar un empuje adicional a aviones demasiado pesados, para así conseguir que despeguen.

## Primeros experimentos
Los primeros experimentos con cohetes para proporcionar un empuje adicional a planeadores, se dieron en Alemania en los años 1920, pero los primeros sistemas JATO realmente eficientes fueron introducidos por la RAF inglesa en los primeros años de la Segunda Guerra Mundial. Estos añadieron cohetes de combustible sólido para dar un impulso adicional a sus aviones (el modelo más típico era el Hawker Hurricane), ya que durante la guerra se vieron obligados a emplear barcos mercantes como improvisados portaaviones, a los que se les añadía una rampa y un mecanismo que catapultaba a los aviones. Una vez se producía el despegue, los cohetes se desprendían del avión y caían al agua.
La Luftwaffe alemana también experimentó añadiendo cohetes a bombarderos que a plena carga necesitaban mucha pista para despegar. Esto se empezó a hacer cuando la guerra ya estaba avanzada y los bombardeos aliados inutilizaban las pistas alemanas, por lo que necesitaban despegar en menos espacio. Los cohetes que empleaban usaban peróxido de hidrógeno como combustible, y en el frontal llevaban un paracaídas que entraba en funcionamiento una vez el cohete hacía su uso, permitiendo así su reutilización. También experimentaron con aviones interceptadores como el Messerschmitt Me 163, para que pudiera alcanzar las formaciones de bombarderos enemigas en el menor tiempo posible.

## Después de la Segunda Guerra Mundial

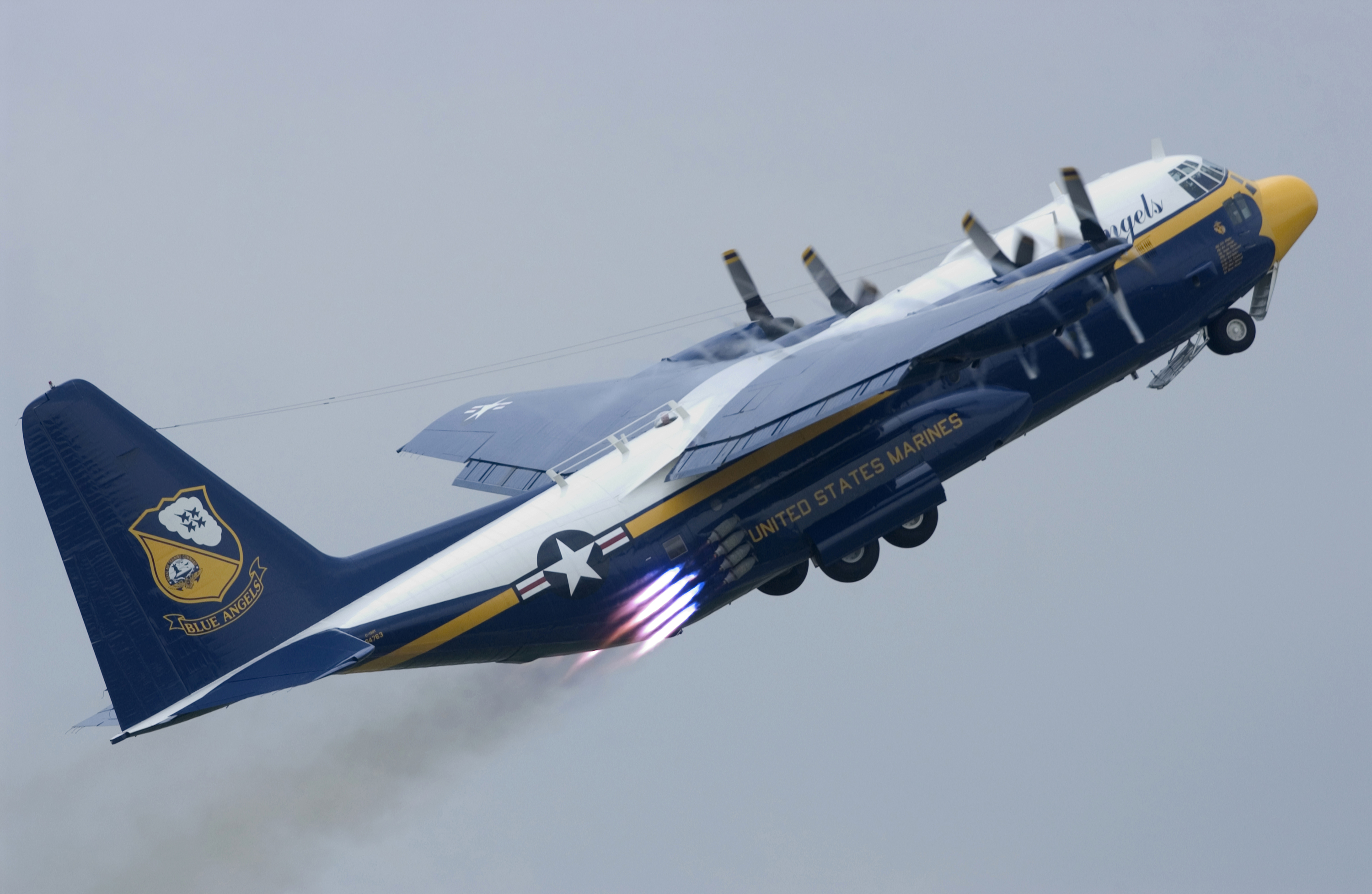
El C-130 Fat Albert del Cuerpo de Marines de los Estados Unidos que emplea el equipo acrobático Blue Angels, realizando un despegue asistido por cohetes.

Después de la Segunda Guerra Mundial, el despegue con ayuda de cohetes o reactores se hizo más común a la hora de asistir a aviones muy pesados o con motores poco potentes. Pero poco a poco los motores mejoraban y su potencia crecía, y el empuje adicional de cohetes y reactores cada vez era menos necesario. Sin embargo, todavía se emplea cuando un avión tiene que salir muy cargado desde una pista de despegue corta.
Como curiosidad cabe destacar la versión que los Marines tienen para dar apoyo a la patrulla acrobática "Blue Angels" de la U.S. Navy apodado Fat Albert ("Gordo Alberto"), se denomina C-130T, y participa en las exhibiciones con un espectacular despegue asistido por cohetes.